# Crans-près-Céligny
Crans-près-Céligny é uma comuna suíça do Cantão de Vaud pertencente ao distrito de Nyon nas margens do Lago Lemano. Faz parte de uma das nove comunas da Terra Santa. 

## História
Perto de Nyon onde a ocupação romana foi importante, Crans-près-Céligny também subiu esses efeitos e os terrenos agrícolas eram ocupam chamados de Cranos e sucessivamente Cranz, Crant e finalmente Crans. 
Depois da ter desaparecido o antigo castelo, é construído o actual no estilo Estilo Luís XV (ver caixa) que será comprado em 1865 por Mme Ariane Van Berchem-Saladin e cujos descendentes continuam a ocupá-lo.
Em 1982 foi aumentado e modernizado uma marina para 200 lugares. Em 1995 foi adquirida junto a esta uma terreno de 7 000 m2 todo arborizado e posto à disposição do público. 